# Mojusz (gromada)
Mojusz – dawna gromada, czyli najmniejsza jednostka podziału terytorialnego Polskiej Rzeczypospolitej Ludowej w latach 1954–1972.
Gromady, z gromadzkimi radami narodowymi (GRN) jako organami władzy najniższego stopnia na wsi, funkcjonowały od reformy reorganizującej administrację wiejską przeprowadzonej jesienią 1954 do momentu ich zniesienia z dniem 1 stycznia 1973, tym samym wypierając organizację gminną w latach 1954–1972.
Gromadę Mojusz z siedzibą GRN w Mojuszu utworzono – jako jedną z 8759 gromad na obszarze Polski – w powiecie kartuskim w woj. gdańskim na mocy uchwały nr 17/III/54 WRN w Gdańsku z dnia 5 października 1954. W skład jednostki weszły obszary dotychczasowych gromad Bącka Huta, Mojusz i Szopa ze zniesionej gminy Sierakowice oraz miejscowość Szklana z dotychczasowej gromady Szklana ze zniesionej gminy Kamienica Szlachecka w tymże powiecie. Dla gromady ustalono 12 członków gromadzkiej rady narodowej.
1 stycznia 1960 gromadę zniesiono, a jej obszar włączono do gromady Sierakowice w tymże powiecie.